# نبرد حفره شیطان
نبرد حفره شیطان که به اسم قتل‌عام حفره شیطان نیز نام برده می‌شود، در حومه دره نیاگارا در ایالت نیویورک کنونی در ۱۴ سپتامبر ۱۷۶۳، بین یک یگان از هنگ ۸۰ بریتانیایی سبک پای مسلح و حدود ۳۰۰جنگجوی سنکا در جریان جنگید. شورش پونتیاک (۱۷۶۳–۱۷۶۶). جنگجویان سنکا ۸۱سرباز انگلیسی را کشتند و ۸ نفر را زخمی نمودند پیش از آنکه انگلیسی‌ها موفق به عقب‌نشینی شوند.

## زمینه
در روزهای نخست سال ۱۷۵۷، سنکا در منطقه آبشار نیاگارا به فرانسوی‌ها در مورد از دست دادن کنترل باربری طولانی در راستای محلی از رودخانه نیاگارا، شکایت کرده بود، که بازرکان‌های فرانسوی در تلاش برای توسعه واگن‌ها بودند. آنان از تلاش اروپایی‌ها برای تسلط بر قلمرو سنتی آنها و آواره کردن آنان از کارشان ناراحت بودند.
بعد از جنگ ۷ ساله، انگلیسی‌ها این محلی را در حومه دریاچه‌های گسترده تصرف نمودند. جان استدمن مسیر پیشین باربری را بهبود بخشید تا بتواند گاو و واگن را در خود جای دهد و تیم‌ها و محافظان را برای حمل کالا استخدام نمود. قبل از این، بیش از ۳۰۰مرد سنکا به نام باربر در آنچه که آنان به نام باربری خود فکر می‌کردند، کار می‌کردند.
نارضایتی در بین بسیاری از قبیله‌های بومی آمریکا در محل دریاچه‌های بزرگ، که می‌خواستند مستعمره نشینان مجلی را پیش از تجاوز بیشتر به سرزمین‌های آنان بیرون نمایند، گسترش داد. در شورش پونتیاک، که در سال ۱۷۶۳ شروع شد، چندین تیره در دریاچه‌های بزرگ و محله شمال غربی در تشکیل یک کنفدراسیون پان تیره ای برای مقابله با کنترل بریتانیا بر حومه همکاری نمودند. در مستعمره نیویورک، سر ویلیام جانسون، سرپرست امور سرخپوستان، مدتها از رفتار منصفانه با بومی‌های آمریکا حمایت کرده بود، اما فقط تا حدی موفق بود. وی نوشت: «مردم ما به‌طور مجموع برای حفظ دوستی با هندی‌ها خوش‌حساب نیستند. آنان کسانی را که در صلح هستند و از ملاقات آنان در جنگ حراص دارند، تحقیر می‌نمایند.»

## نبرد
در ۱۴ سپتامبر ۱۷۶۳، یک گروه گسترده سنکا متشکل از ۳۰۰تا ۵۰۰جنگجو به یک قطار واگن و اسکورت مسلح آن که در راهفورت شلوسر به قلعه نیاگارا بود، در حین عبور از حفره شیطان، محلی که به دلیل زمین‌های سختش مشهور است، کمین نمودند. یک قسمت از راه در یک مکان پر درخت با یک دره عمیق در دو مسیربود. در آن محل جنگجوها سنکا به قطار واگن حمله نمودند. مهمانی اسکورت و اعضای تیم، به رهبری استاد پورتر جان استدمن، کاملاً غافلگیر شدند. حیوانات به همراه واگن‌ها و رانندگان خود به ازدحام وارد شدند یا به داخل دره رانده شدند. سنکا برای نبرد از نزدیک وارد شد و آتش تفنگ را بی فایده ساخت و تنها سه نفر از گروه ۲۴نفره (از جمله استدمن) موفق شدند برای کمک به فورت شلوسر فرار کنند.
در حومه لویستون یک گروه از هنگ ۸۰ انگلیسی بریتانیایی از فورت گری قرار داشت. دو گروه ۸۰ به فرماندهی جورج کمپبل و ویلیام فریزر خبر مخفی شدن را شنیدند و برای نجات قطار واگن عجله کردند.
جنگجوهای سنکا از یک تپه پوشیده از برس که دستور راه را بر عهده داشت به سربازها در نزدیکی یک مایلی قطار واگن حمله نمودند. وقتی که شرکت‌های انگلیسی شروع به عقب‌نشینی نمودند، سنکا حرکت نمود تا ارتباط آنان را با قلعه قطع نماید و «بیش از ۸۰ سرباز» را به قتل رساند. سربازها پیش از عقب‌نشینی متحمل ۸۱ کشته و ۸ زخمی شدند (بعضی منبع‌ها ادعا می‌نمایند که کل گروه نجات کشته شده‌اند). انگلیسی-آمریکایی‌ها آن را «کشتار حفره شیطان» نامیدند. جنگجوی دکاناندی بعدها به سر ویلیام جانسون گفت که ۳۰۹ جنگجو به بریتانیا حمله کردند و تنها ضرر آنها یک نفر زخمی بود.

## عواقب
نیروهای کمکی از فورت شلوسر به فرماندهی سرگرد جان ویلکینز کمی بعداز نبرد دوم وارد شدند، ولی به زودی از ترس حجومی دیگر به قلعه عقب‌نشینی نمودند. وقتی که چند روز بعد برگشتند، هشیارشدند که سربازها به‌طور تشریفاتی پوست سرشان را پوست انداخته‌اند یا جسدشان را به دره انداخته‌اند.
مدت کمی بعداز نبرد، به جانسون گفته شد که این حمله توسط رئیس سنکا مشهور به برادر کشاورز، که گروه گسترده‌ای را رهبری می نمودکه از پونتیاک حمایت می‌کرد، طراحی شده بود. اتفاق نظر میان مورخ‌ها این بودکه نبرد مربوط به شورش گسترده‌تر بود.
به دلیل حمله‌های موفقیت‌آمیز سنکا، انگلیسی‌ها مکان خود را در نیاگارا تقویت نمودند، هنگامی که سنکا امیدوار بود آنان را دور نماید. سپس سر ویلیام جانسون سنکا را مجبور کرد تا زمین‌هایی را در این مکان واگذار نماید: نواری به عرض یک مایل در هر سویرودخانه نیاگارا از دریاچه انتاریو تا دریاچه ایری، به اسم ذخیره‌گاه مایل، و همچنین جزایر بر فراز رودخانه نیاگارا. این کار آنان را از کنترل سنتی رودخانه و باربری که یک راه حمل و نقل و همچنین سرچشمه غذا و آب بود، قطع نمود.
سنکا مدتها تلاش نمود تا کنترل ساحل‌های رودخانه را بار دیگر به دست آورد. شهروندان سفیدپوست غلباً تا بعد از انتهایجنگ انقلابی آمریکا از محل خارج شدند. اسکان آن بیشتر ایروکوئی‌ها را به نام متحدان بریتانیا به کانادا واداشت.